# Precis kakamega
Precis kakamega är en fjärilsart som beskrevs av Robert H. Carcasson 1961. Precis kakamega ingår i släktet Precis och familjen praktfjärilar. Inga underarter finns listade i Catalogue of Life.